# Rolf-Dieter Heuer
Rolf-Dieter Heuer   (Bad Boll, 24 de maig de 1948) és un físic de partícules conegut per haver estat Director General del CERN (2009-2015).

## Biografia
Heuer estudià física a la Universitat de Stuttgart, obtenint el seu doctorat el 1977 a la Universitat de Heidelberg sota Joachim Heintze estudiant els modes de desintegració neutres del mesó Ψ(3686). Va fer recerques postdoctorals a l'experiment JADE a l'anell electró-positró PETRA a DESY, i des del 1984, a l'experiment OPAL al CERN, on esdevingué el portaveu de la col·laboració durant uns anys. Va tornar a DESY el 1998 amb una plaça de catedràtic en física experimental a la Universitat d'Hamburg. El 2004 fou nomenat director de Recerca del DESY. El desembre de 2007, el consell de recerca del CERN el va nomenar Director General del CERN, càrrec que ha ocupat d'1 de gener 2009, seguint el terme de Robert Aymar, a 1 de gener de 2016 quan va ser reemplaçat per Fabiola Gianotti.

## Premis
- 2011: Títol honorari per la Universitat de Victòria.
- 2011: Doctor honoris causa per la Universitat de Liverpool
- 2011: Títol honorari per la Universitat de Birmingham.
- 2012: Títol honorari per la Universitat de Glasgow.
- 2012: Premi Edison Volta
- 2013: Medalla de Niels Bohr
- 2015: Doctor honoris causa per la Universitat de Belgrad.